# Ibri
Ibri (arab. عبري) – miasto w północnym Omanie (muhafazat az-Zahira). Według spisu ludności w 2020 roku liczyło 55,4 tys. mieszkańców. Jest siedzibą administracyjną wilajetu Ibri, który w 2020 roku liczył 163,2 tys. mieszkańców.